# Ptolemaios Keraunos
Ptolemaios Keraunos (altgriechisch Πτολεμαῖος Κεραυνός Ptolemaíos Keraunós, deutsch ‚Donnerschlag‘; * um 320 v. Chr.; † Februar 279 v. Chr.) war König von Makedonien von 281 bis 279 v. Chr. Er war der älteste Sohn des ägyptischen Königs Ptolemaios I. und der Eurydike.

## Leben
Ursprünglich als Thronfolger Ptolemaios’ I. vorgesehen, wurde er auf Betreiben von dessen dritter Ehefrau Berenike I., die Ptolemaios I. 317 v. Chr. geheiratet hatte, zugunsten ihres eigenen Sohnes Ptolemaios, der 285 v. Chr. zum Mitregenten erhoben wurde und 282 v. Chr. als Ptolemaios II. die Herrschaft über Ägypten antrat, verdrängt. Spätestens 285 v. Chr. verließ darauf Ptolemaios Keraunos den ägyptischen Hof mit seiner Mutter Eurydike, die damit auch endgültig verstoßen war. Er floh vermutlich zunächst an den Hof des Lysimachos, der über Thrakien und Makedonien herrschte, von dort wohl nach der Ermordung seines Schwagers Agathokles, des Sohnes des Lysimachos, 283/82 v. Chr. zu Seleukos I.
Zwischen den beiden Diadochen Lysimachos und Seleukos herrschte eine Auseinandersetzung um Kleinasien, die Ptolemaios Keraunos geschickt für seine Zwecke ausnutzte. Zunächst siegte Seleukos in der Schlacht von Kurupedion im Jahre 281 v. Chr. über Lysimachos, der im Kampf fiel. Als Seleukos darauf versuchte, in Thrakien und Makedonien Fuß zu fassen, wurde er von Ptolemaios Keraunos im August/September 281 v. Chr. ermordet. Ptolemaios Keraunos ließ sich unmittelbar darauf in der thrakischen Hauptstadt Lysimacheia zum Nachfolger des Lysimachos als König von Thrakien und Makedonien ausrufen. In einer Seeschlacht besiegte er die Flotte von Antigonos II. Gonatas, Sohn des Demetrios I. Poliorketes, und konnte Makedonien unter seine Kontrolle bringen, nachdem er mit Seleukos’ Sohn und Nachfolger Antiochos I. sowie dem epirotischen Herrscher Pyrrhos I. Frieden geschlossen hatte.
Ptolemaios Keraunos heiratete Lysimachos’ Witwe, seine eigene Halbschwester Arsinoë II., die älteste Tochter seiner Stiefmutter Berenike. Zwei von Arsinoës drei Söhnen aus erster Ehe ließ er töten; der älteste, auch Ptolemaios genannt, konnte entkommen. Arsinoë selbst floh darauf nach Ägypten und heiratete Ptolemaios II.
Ptolemaios Keraunos wurde nach kurzer Regierungszeit in kriegerische Auseinandersetzungen mit eindringenden Kelten unter Bolgius verwickelt. Der makedonische König trat den Kelten im Februar 279 v. Chr., nachdem er ein Hilfeangebot der Dardaner zurückgewiesen hatte, mit zu schwachen Kräften entgegen; möglicherweise wurde seine Verstärkung absichtlich verzögert, um ihm zu schaden. Ptolemaios Keraunos wurde in der Schlacht gefangen genommen, geköpft und sein Heer vernichtet.
Kurzzeitige Nachfolger auf dem makedonischen Thron wurden Keraunos’ Bruder Meleagros und danach Antipatros II., ein Neffe des Kassander. Erst der Stratege Sosthenes, der auf den Königstitel verzichtete, konnte die Kelten zurückschlagen.